# Amischa normalis
Amischa normalis är en skalbaggsart som beskrevs av Thomas Casey 1910. Amischa normalis ingår i släktet Amischa och familjen kortvingar. Inga underarter finns listade i Catalogue of Life.